# Talpó camperol
El talpó camperol (Microtus arvalis) és un rosegador del gènere Microtus àmpliament distribuït a Europa i algunes zones d'Àsia. S'ha descrit una subespècie ibèrica, M. arvalis asturianus, de mida lleugerament superior, que s'estén per les muntanyes que rodegen la vall del Duero i pel Sistema Ibèric. Espècies semblants són el talpó comú (Microtus duodecimcostatus) té la cua monocolor, de la mateixa tonalitat per sobre que per sota. En els altres talpons de tonalitats marronoses, les orelles queden amagades entre els pèls del cap.

## Morfologia
És un petit rosegador, d'entre 8-13 cm de longitud, dels que una quarta part correspon a la cua. De constitució massiva, amb orelles curtes, que no sobresurten i cap ample. El color dorsal és bru tirant a groguenc, i el ventral blanc grisenc; els joves són grisencs i no presenten dimorfisme sexual pel que fa al color i port. És molt semblant a Microtus agrestis, del que es diferencia amb dificultat.

## Ecologia
Es tracta d'un herbívor estricte, d'hàbits diürns, que s'alimenta preferentment de dicotiledonis. Pot causar danys als cultius, sobretot els de regadiu.
Construeix el seu cau en cavitats esfèriques subterrànies, a 30-50 cm de profunditat, que comunica amb l'exterior por diverses galeries. A la superfície recorre sempre les mateixes rutes, originant senders identificables entre la vegetació.
En condicions normals la densitat típica és de 5-10 individus per hectàrea, però pot superar àmpliament els 200 individus/ha. A la fase normal els mascles són molt territorials; durant les fases d'explosió demogràfica l'organització social es debilita. L'hàbitat normal són les clapes de vegetació natural herbàcia o de matollar, però quan creix la densitat s'estén a pràcticament tots els ambients, dins de la seva àrea de distribució.
La mortalitat a les primeres fases de la vida és elevada, però quan les circumstàncies són favorables, amb pocs depredadors i molt aliment, l'elevada taxa de natalitat facilita que es produeixin explosions demogràfiques. El ràpid creixement i maduració permeten la presència de diverses generacions anuals.

## Reproducció i cria
Es tracta d'una espècie poligina, en la que cada mascle fecunda a un cert nombre de femelles. Cada femella està dotada de quatre parells de glàndules mamàries, i té entre 2 i 11 cries per part, després d'una gestació de 21 a 22 dies. A la vall del Duero, les condicions climàtiques permeten que la reproducció s'estengui al llarg de tot l'any, però no és així als Pirineus o l'Europa Central. Les femelles arriben a la maduresa sexual en només un mes i els mascles en dos.

## Biogeografia
La subespècie típica, M. arvalis arvalis s'estén des de Rússia central, a través de l'Europa Central, fins a la costa atlàntica de França. Arriba a la península Ibèrica, trobant-ser als Pirineus Occidentals i Centrals, però és absent a les Illes Britàniques, de les regions septentrionals i de l'Europa Mediterrània. La subespècie ibèrica, M. arvalis asturianus, de mida lleugerament superior, s'estén per les muntanyes que rodegen la vall del Duero, però des de 1980 la seva àrea s'ha expandit a les terres baixes i pel Sistema Ibèric.

## Plagues
Les poblacions del Duero presenten des de fa 20 anys cicles demogràfics coneguts també en altres espècies de la subfamília Arvicolinae, amb oscil·lacions amb un període típic de tres o quatre anys. Poden transmetre malalties a l'home com ara la tularèmia, tant per contacte directe com a través de la pols que han tocat.

### Vall del Duero el 2007
El 2007 els camps de Castella i Lleó (Espanya) resultaren seriosament perjudicats per aquest petit rosegador. S'estima que a l'agost de 2007 el nombre d'exemplars era d'uns 750 milions, ocupant una extensió de 2 milions d'hectàrees.